# Parachorius krali
Parachorius krali är en skalbaggsart som beskrevs av Utsunomiya och Masumoto 2001. Parachorius krali ingår i släktet Parachorius och familjen bladhorningar. Inga underarter finns listade i Catalogue of Life.